# 粗鱗矛頭蝮
粗鱗矛頭蝮（學名：Bothrops asper），又名三色矛頭蝮， 是一種大型的矛頭蝮蛇，目前並沒有任何已確認亞種。其具有與軀幹有著明顯分別的三角狀頭部，表面體色偏深而腹部多為米黃色。它們分佈於墨西哥南部至南美洲北部一帶，主要棲息在各種低地生境並以小型動物為食。因活動範圍接近民居，而成為當地蛇咬個案的主要元兇，並因此被認為是有關地區最危險的蛇類；亦因具有高度危險性而被描述為“終極蝮蛇”。其毒液由多種毒素組成，主要破壞肌肉及組織且能造成嚴重的組織壞死。 不過，致命的蛇咬個案隨著醫療科學的進步而不斷地減少。

## 命名與分類
粗鱗矛頭蝮的屬名源自拉丁文中的及兩字，前者意指“凹痕”而後者則為“臉頰”。此名稱示意了這些蛇長有具熱能感應功能的頰窩。而一種名則帶有“粗糙”的意思，暗示了此物種背部鱗片的特點。 這種蛇有多個常用名稱，包括了及。 一名稱在北美洲一般泛指普通矛頭蝮（Bothrops atrox）及此物種，雖則前者多被稱之為。可是，在粗鱗矛頭蝮分佈地的人們卻絕少採用這個名稱。 此蛇亦曾一度被歸為普通矛頭蝮的一個亞種，至今仍有不少人將這兩者混淆。

## 基本特徵
粗鱗矛頭蝮頭部寬大扁平、呈三角形，一般為深或淺棕色，有時甚至是黑色，並與軀幹有明顯的分別。它們長有眼眶紋及不同的背部與腹側斑紋。腹側多為黃、乳白或灰白色並帶有深色斑點，這些斑點在身體的後半部較為稠密；另也有深色三角狀的大斑，這些三角斑的邊緣偏灰，平均每個個體都有18-25條這樣的斑紋；軀幹的兩邊有時亦帶鋸齒狀線條。其背部顏色種類繁多，包括：墨綠、灰、淺或深棕色，腹部多為米黃色。 其為大型的矛頭蝮蛇，體重最大可達6（13英磅），平均體長介乎1.2至1.8（3.9至5.9英尺），而有記錄的最大個體為一隻長2.5（8.2英尺）的雌性。此物種亦是最具兩性異形特點的蛇類之一。雌雄在出世時體型相若，但到了7-12個月大時，雌性的平均成長速度會遠超雄性，它們的軀幹也會較雄性的結實，毒牙也較長。粗鱗矛頭蝮隨著分佈地的不同有很大的表型差別，這也使人們很難清楚地將其辨認，並特別容易和普通矛頭蝮混淆。後者的體色偏黃或褐，並帶有方形或梯狀斑紋。

## 分佈地

### 地區
粗鱗矛頭蝮分佈於墨西哥與中美洲各個大西洋沿海地區，這些地點包括：危地馬拉、伯利茲、洪都拉斯、尼加拉瓜、哥斯達黎加和巴拿馬。另也包括哥倫比亞、厄瓜多爾和委內瑞拉這三個南美北部的區域，且主要出現在低地。一名爬蟲學家指出，於墨西哥及中美洲的海拔1,200至1,300（3,900至4,300英尺）、委內瑞拉的2,500（8,200英尺）及哥倫比亞的2,640（8,660英尺）地區均有發現過它們的踪跡。另有兩名學家指出，此矛頭蝮在厄瓜多爾的出沒地一直延伸到南部的埃爾奧羅省及比爾卡班巴等太平洋沿岸城市。在秘魯的北岸地通貝斯大區亦曾傳出零星的捕獲個案。

### 生境

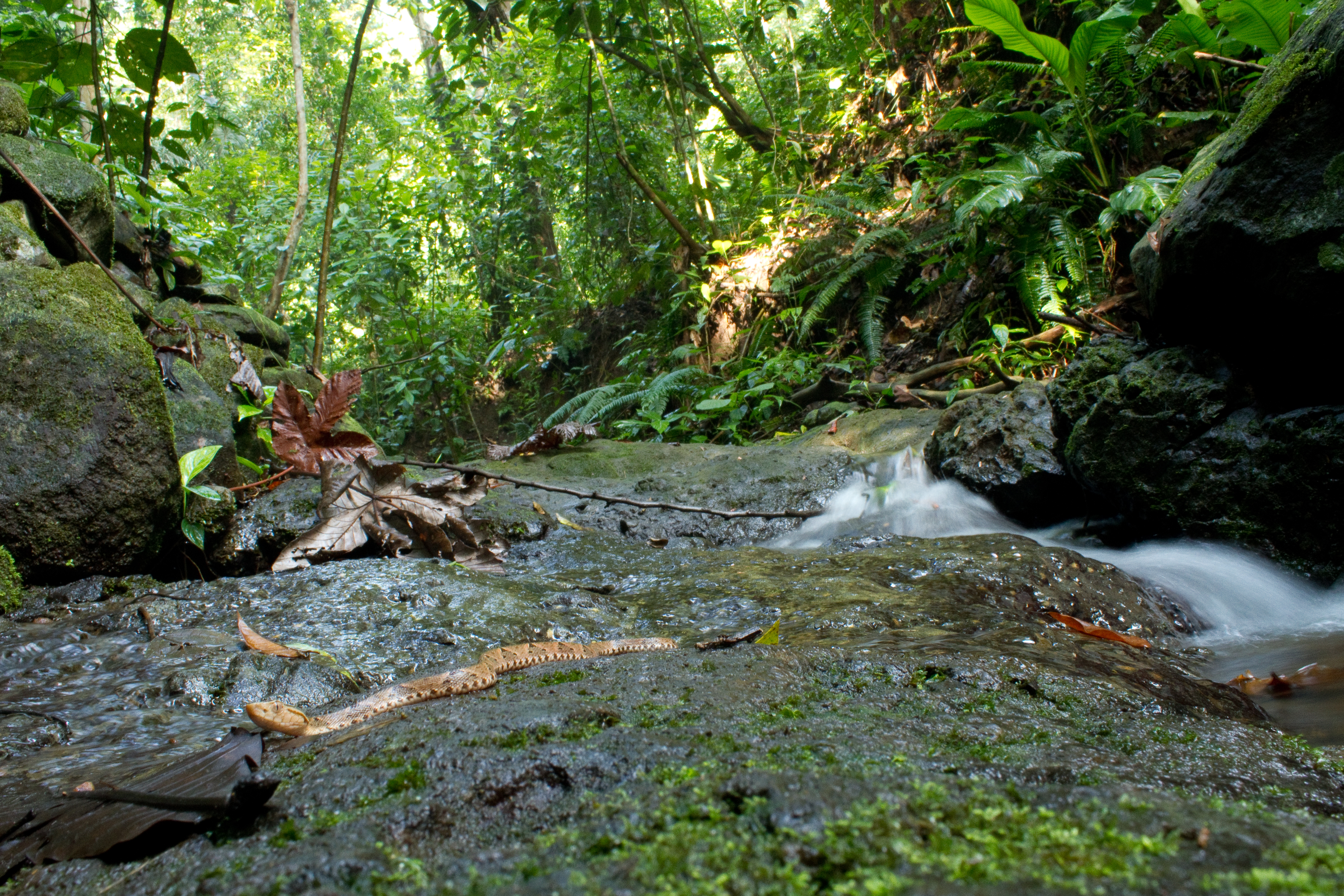
粗鱗矛頭蝮的棲息地

粗鱗矛頭蝮喜歡在潮濕的地區出沒，包括常綠森林及熱帶雨林。不過，有時亦可在河或溪流邊的落葉森林或松樹草原等較乾的地區，發現它們的踪跡。這種矛頭蝮地盤的覆蓋範圍為3.71—5.95公頃，相對其他蝮蛇而言較小。

## 行為習性

### 捕獵
此蛇為夜行性並喜歡獨居，食物一般為中小型哺乳動物（如鼠類）、青蛙、鳥及蜥蜴。 它們經常躲藏在河流或溪流旁的枯葉下或樹根邊，靜候獵物走進攻擊範圍之內，有時亦會外出曬太陽取暖。粗鱗矛頭蝮的活躍程度會隨著溫度及濕度的降低而減退。除了地面，它們的活動範圍也包括樹上，不過這種行為模式在幼體間較為常見，而幼體亦懂得搖擺形狀如蟲子般的尾巴吸引獵物（像青蛙）。雖然兩性均具有此習性，但雄性的尾巴顏色通常較為鮮豔。

### 防衛
當受到騷擾時，此蛇會迅速捲曲成S型，並利用尾巴拍打周邊的樹葉發出聲響。它們通常選擇逃離現場以避免發生任何衝突，但亦會忽然改變方向發動攻擊以自保。 很多人都是因為看不到或忽略了毒蛇的警告信息而被咬傷。有爬蟲學家指相比之下，粗鱗矛頭蝮在發動攻擊時較普通矛頭蝮更活躍及更難以預測。 由於體型大，它們的攻擊範圍亦非常遠，距離可達蛇身的一半長度。爬蟲學家哈迪（1994年）更將其描述為“終極蝮蛇”。

### 繁殖
粗鱗矛頭蝮為胎生動物，繁殖週期與每次誕下的幼兒數目均因分佈地的不同而有所參差，另亦具季節性。以分佈在太平洋及大西洋沿岸地區的種群為例：前者的繁殖時間為九月至十一月，雌性會在四至六月期間產下五至四十隻（平均值為18.6）、體型介乎28至34.6（11.0至13.6英寸）長及6.7至13.1克（0.24至0.46盎司）重的幼體；而反觀後者，它們的繁殖期通常在三月，並在九至十一月期間誕下十四至八十六隻（平均值為41.1）、體型為27至36.5（10.6至14.4英寸）長及6.1至20.2克（0.22至0.71盎司）重的小蛇。不過，這兩個地區個體的懷孕期均在六至八個月不等，而剛出生幼體的大小則視乎母親的體型。 此物種平均產下的幼崽數目為所有美洲蛇類之冠。
目前尚無記錄到此蛇雄性間的求偶鬥爭，雌性有可能每次和多個雄性交配。在交配期間，公蛇會做出一系列的求偶動作，並緊追著緩慢移動的母蛇，最終母蛇會靜止下來並擺出交配的姿勢。至今仍不太清楚此矛頭蝮的交配期每年是一次還是兩次。
此蛇壽命一般為15-21年。

## 危險性

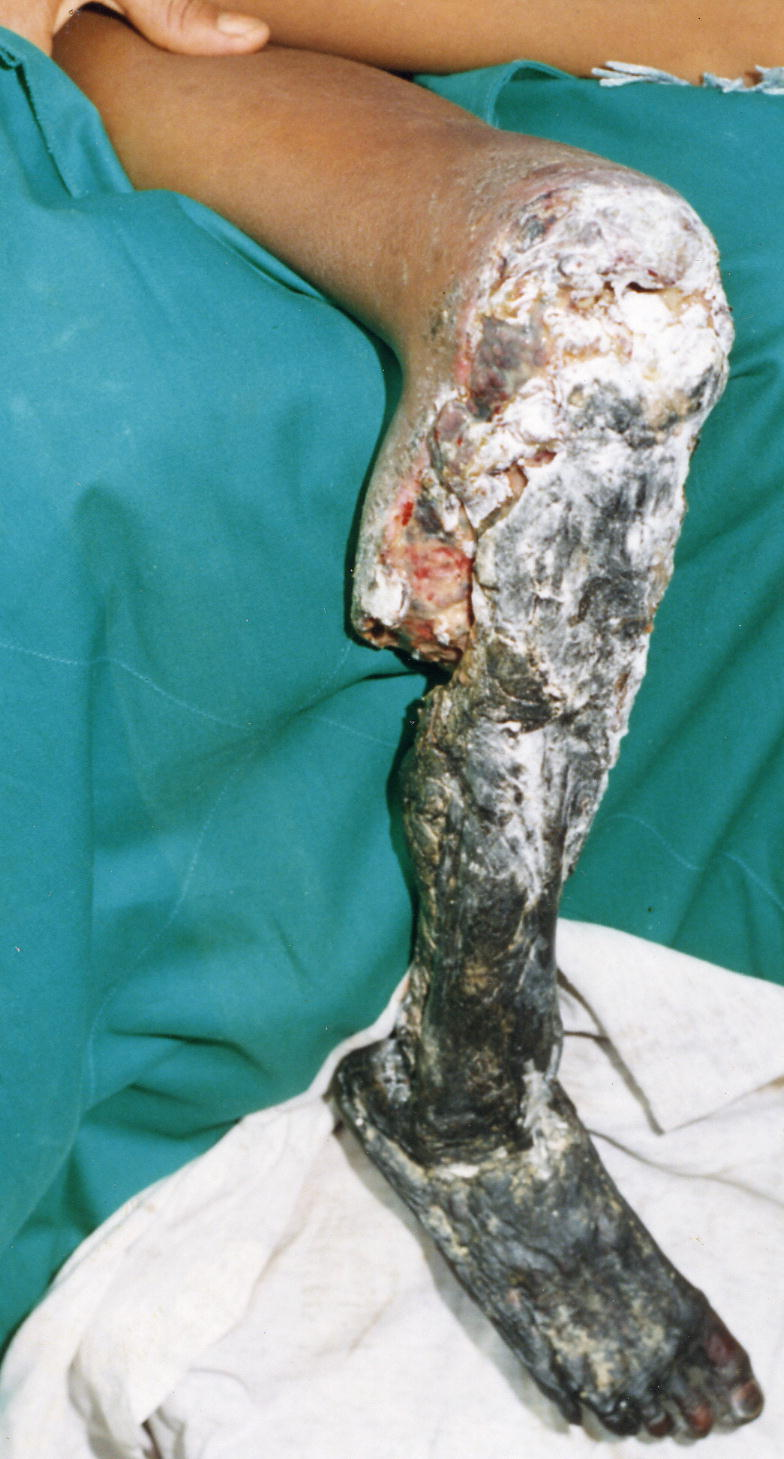
由粗鱗矛頭蝮毒液所造成的嚴重組織壞死。病人為一名在兩週前於厄瓜多爾被咬的11歲男孩，但只接受了抗生素治療。

| 出現率 | 病徵           |
| ------ | -------------- |
| 100%   | 劇痛及局部腫脹 |
| 29%    | 頭痛           |
| 25%    | 輕度血尿       |
| 23%    | 頭暈           |
| 17%    | 組織壞死       |
| 17%    | 四肢發麻及刺痛 |
| 15%    | 嘔吐           |
| 2%     | 重度血尿       |
| 2%     | 瘀斑擴散       |
| 1%     | 吐血           |

### 毒液概論
粗鱗矛頭蝮的毒液成分主要包括A2磷脂酶、凝固因子、細胞毒素及肌肉毒素。 此蛇在實驗白鼠身上的靜脈 LD50 毒性數值為2.844 mg/kg（腹膜注射）及1.244 mg/kg（靜脈注射）。 這種毒蛇的平均毒牙長度為2.5厘米，而平均毒液量為458毫克（最高紀錄達1530毫克）。

### 臨床症狀
毒液主要破壞血液組織。被這種矛頭蝮咬傷的中毒症狀有很多，有些為早期症狀，而有些則在後期才出現，這同時也很視乎被咬者的個人體質。這些徵狀包括：局部位置劇痛、傷口分泌物滲出、被咬位置持續（可長達36小時）腫脹、傷口瘀斑的擴散、麻木、輕微發燒、頭痛、腸胃出血、咳血、鼻孔與牙床出血、血尿、低血壓、嘔心、作嘔、脾臟壓痛、嚴重腎衰竭等。 若不接受正確的醫學治療，組織就會嚴重壞死並需要截肢。回顧過去的12宗臨床死亡個案，有五宗的死因是敗血症；三宗為顱內出血；兩宗為急性腎衰竭及高鉀血症；而最後一宗則是失血性休克。 爬蟲學家道格拉斯（Douglas March）亦死於粗鱗矛頭蝮的蛇咬。

### 蛇咬概況
此蛇因活動範圍接近民居及具有高度危險性，而成為其分佈地最主要的蛇咬元兇。它與南美響尾蛇共同為墨西哥猶加敦州咬人最多的毒蛇。粗鱗矛頭蝮更被認為是哥斯達黎加最危險的蛇類，當地有46%-65%的蛇咬個案均由其造成，當中的30%需要即時的入院治療。 1947年前的粗鱗矛頭蝮蛇咬致死率為7%，但現在已經降到近乎0%。 這跟當地毒蛇研究的快速進步，以及抗毒血清的面世有關。由有關組織所研發的血清更獲其他南美國家甚至是非洲國家的購入。 反觀情況較為嚴重的哥倫比亞安蒂奧基亞省及喬科省，約有50-70%的蛇咬個案是由這種矛頭蝮造成，而1990年的致死率則為5%。 不少康復的病人均有永久的後遺症。

## 相關文化
有指瑪雅文明與粗鱗矛頭蝮有著密切的關係。根據文獻記載，一些當時人們的定居點均被有這種毒蛇出沒的森林所包圍，這些森林因此成為了天然的防衛邊界。